# إيلي غوتليب
إيلي غوتليب (بالإنجليزية: Eli Gottlieb)‏‏ (1969 في مانهاتن - ) روائي من الولايات المتحدة.

## الجوائز
- جائزة روما الأمريكية